# Nödinge-Nol
Nödinge-Nol – miejscowość (tätort) w Szwecji, w regionie administracyjnym (län) Västra Götaland, w gminie Ale.
Według danych Szwedzkiego Urzędu Statystycznego liczba ludności wyniosła: 11 117 (31 grudnia 2015), 11 492 (31 grudnia 2018) i 11 467 (31 grudnia 2019).